# Anklamer Markt

Platz mit Brunnen, Rathaus und Nikolaikirche

Der Anklamer Markt in Anklam (Mecklenburg-Vorpommern) ist seit dem Mittelalter das Zentrum der Stadt. Er dient heute als Wochenmarkt.
Der Platz mit dem Brunnen steht unter Denkmalschutz.

## Geschichte

Marktplatz um 1924, Häuserfront ist jetzt Standort des Rathauses

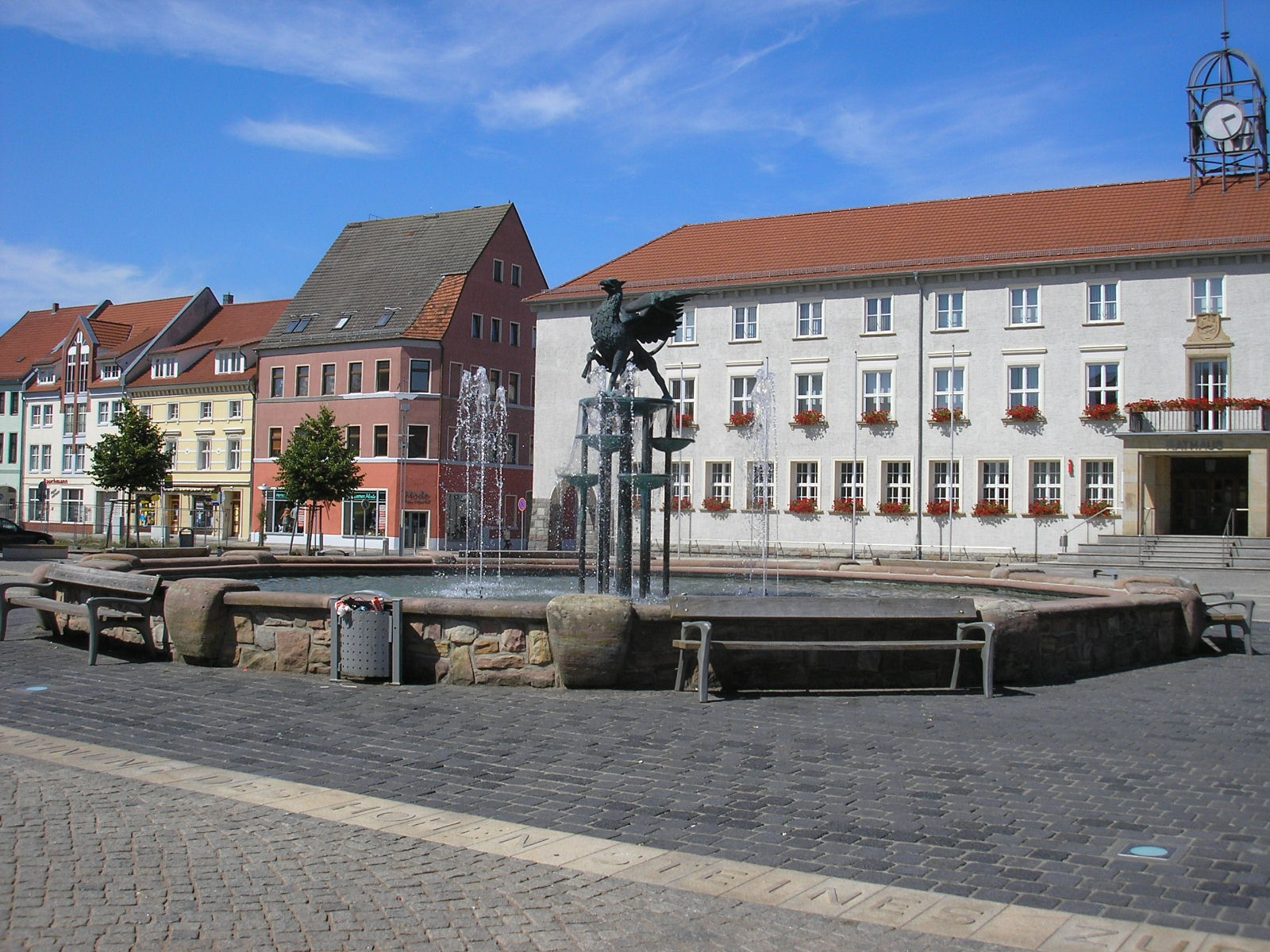
Nordseite und Brunnen

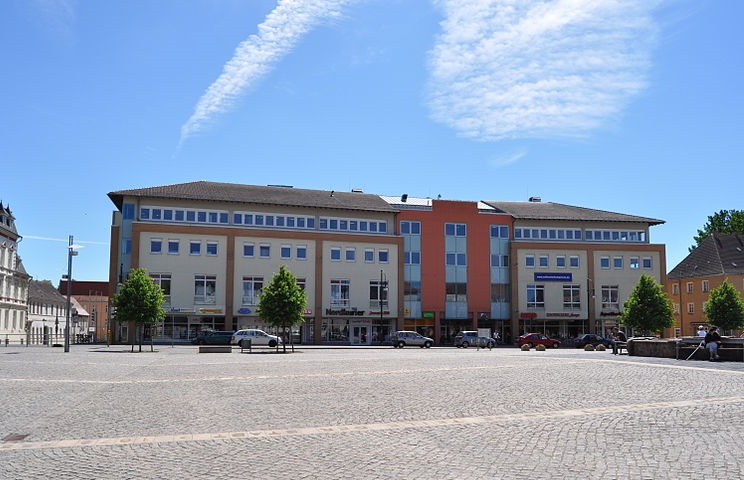
Südseite mit Lilienthalcenter

Die Hanse- und Lilienthalstadt Anklam mit 12.331 Einwohnern (2019) wurde erstmals 1243 als oppidum (Siedlung) und 1264 als civitas (Stadt) erwähnt.
Auf dem nahezu quadratischen sehr großem (um 1 Hektar) Platz aus dem 13. Jahrhundert stand früher in der Mitte das alte 1842 zerstörte Rathaus. Hier befindet sich heute der Marktbrunnen. Am Rande steht die ausgebombte gotische Nikolaikirche. Nachdem der Markt während des Zweiten Weltkriegs zu großen Teilen zerstört worden war, wurde nach dem Krieg zunächst auf der Nordseite das heutige Rathaus erbaut und in den 1970er und 1980er Jahren an der West- und Ostseite fünfgeschossiges Plattenbauten vom Typ WBS 70 als Wohn- und Geschäftshäuser. Diese wurden nach der Wende saniert. An der Südseite wurde 1996 das 1997 eröffnete Lilienthalcenter erbaut. Eng vor dem Lilienthalcenter stand von 1982 bis in die 2000er Jahre das nun in die Nähe des ehemaligen Pferdemarktes versetzte Lilienthaldenkmal des Warener Bildhauers Walther Preik.
Mitte der 2000er Jahre begann eine grundlegende Neugestaltung des Marktplatzes. Die alten Plattenbauten wurden zunächst an der Westseite und später an der Ostseite abgerissen und durch altstadttypische Neubauten ersetzt. Die Umgestaltung wurde 2018 abgeschlossen. In den Neubauten sind unter anderem inhabergeführte Bekleidungsgeschäfte, Restaurants und Cafés eingezogen. Die Nikolaikirche soll im Rahmen des Anklamer Dreiklangs zum Museums- und Erlebniszentrum Ikareum ausgebaut werden, das sich der Geschichte Otto Lilienthals und der Luftfahrt widmet. Im Rahmen der Städtebauförderung wurde der Platz nach einem kleinen Wettbewerb 2003/04 nach Plänen von Schreckenberg und Partner (Bremen) neu gestaltet und saniert. Zuvor sicherten Ausgrabungen die Lage der Fundamente des früheren Rathauses. Über den Markt selbst ziehen sich die sogenannten Jahrhundertbänder, ein in Deutschland einzigartiges Denkmal, in dem von West nach Ost gepflasterte Bänder über den Markt verlaufen, in denen jeweils die wichtigsten Eckpunkte der Geschichte Anklams in jedem der Jahrhunderte vom 13. Jahrhundert bis zum 20. Jahrhundert festgehalten werden.
Erschlossen wird der Platz durch die Frauenstraße, Burgstraße, Peenstraße, Nikolaikirchstraße, Steinstraße, Badstüberstraße, Hohe Straße und Keilstraße. Auch in diesen angrenzenden Straßen des Marktes finden seit den 2000er Jahren zahlreiche Neubauarbeiten statt.

## Bedeutsame Gebäude
(Auswahl, D = Denkmalschutz)
- Nr. 1: 3-gesch. Wohn- und Geschäftshaus mit 4-gesch. Türmchen als Eckbetonung; mit Restaurant
- Nr. 2: 3-gesch. neueres Wohn- und Geschäftshaus
- Nr. 2a: 4-gesch. neueres Wohn- und Geschäftshaus mit Restaurant
- Nr. 2b: 3-gesch. neueres Wohn- und Geschäftshaus
- Nikolaikirchstraße Nr. 7: Ehemalige backsteingotische Nikolaikirche (D), gebaut von 1280 bis zum Ende des 14. Jahrhunderts, 1945 ausgebombt, 1995/96 im Rahmen der Städtebauförderung bestandsgesichert, ab 2007 bis um 2014 saniert und Wiederaufbau durch die Stadt; heute mit IKAREUM - Lilienthal Flight Museum
- Nr. 3: 3-gesch. Rathaus von 1950/52 (D) mit Walmdach und Dachreiter als Uhrenturm; das frühere 2-gesch. gotische Rathaus von um 1400 mit Treppengiebel und großem Dachreiter befand sich in der Mitte des heutigen Platzes.
- Nr. 3a: 3-gesch. Volksbank Vorpommern eG
- Burgstraße Nr. 45: 3-gesch. Eckhaus als Wohn- und Geschäftshaus
- Nr. 4: 3-gesch. Wohn- und Geschäftshaus mit 4-gesch. barockisierendem Giebelrisalit und hohem Mansarddach; mit Greif Apotheke
- Nr. 5: 4-gesch. Wohn- und Geschäftshaus als Giebelhaus der 1970er Jahre
- Nr. 6: 3-gesch. Wohn- und Geschäftshaus aus den 1970er Jahren mit 4-gesch. Giebelrisalit
- Nr. 7: 4-gesch. Lilienthalcenter Anklam aus den 1990er Jahren

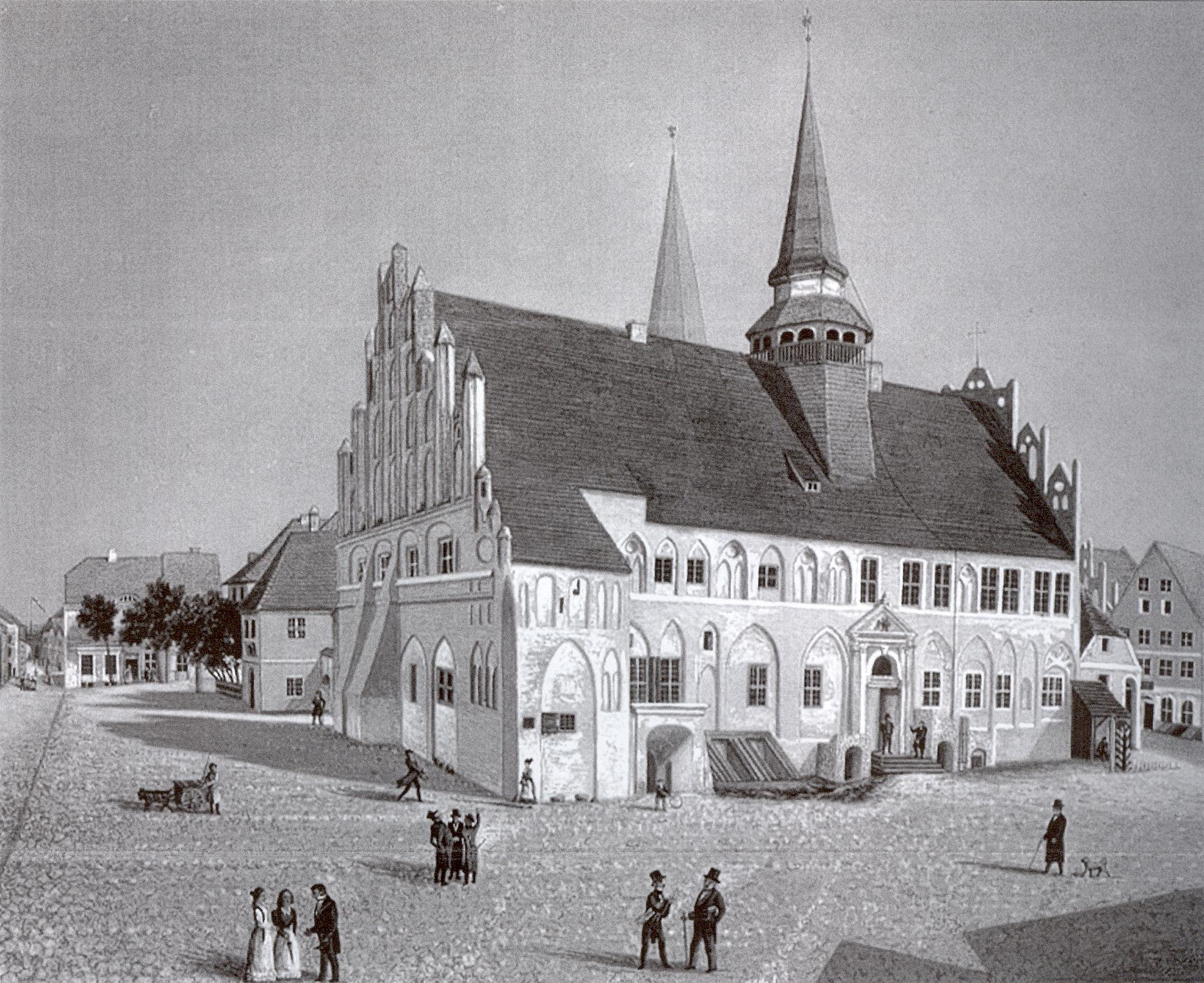
Gotisches Rathaus um 1840
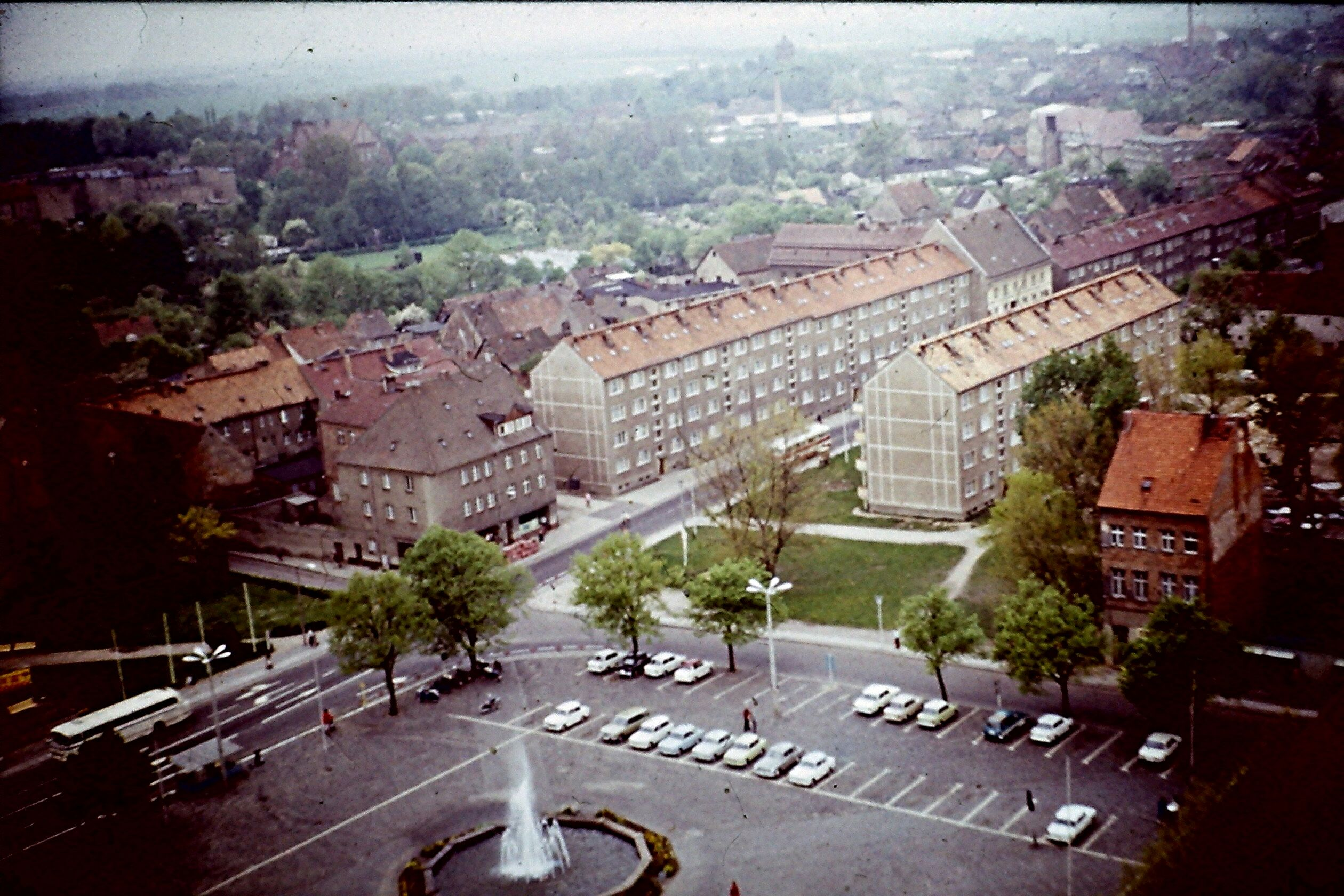
Blick vom Nikolaikirchturm, 1970
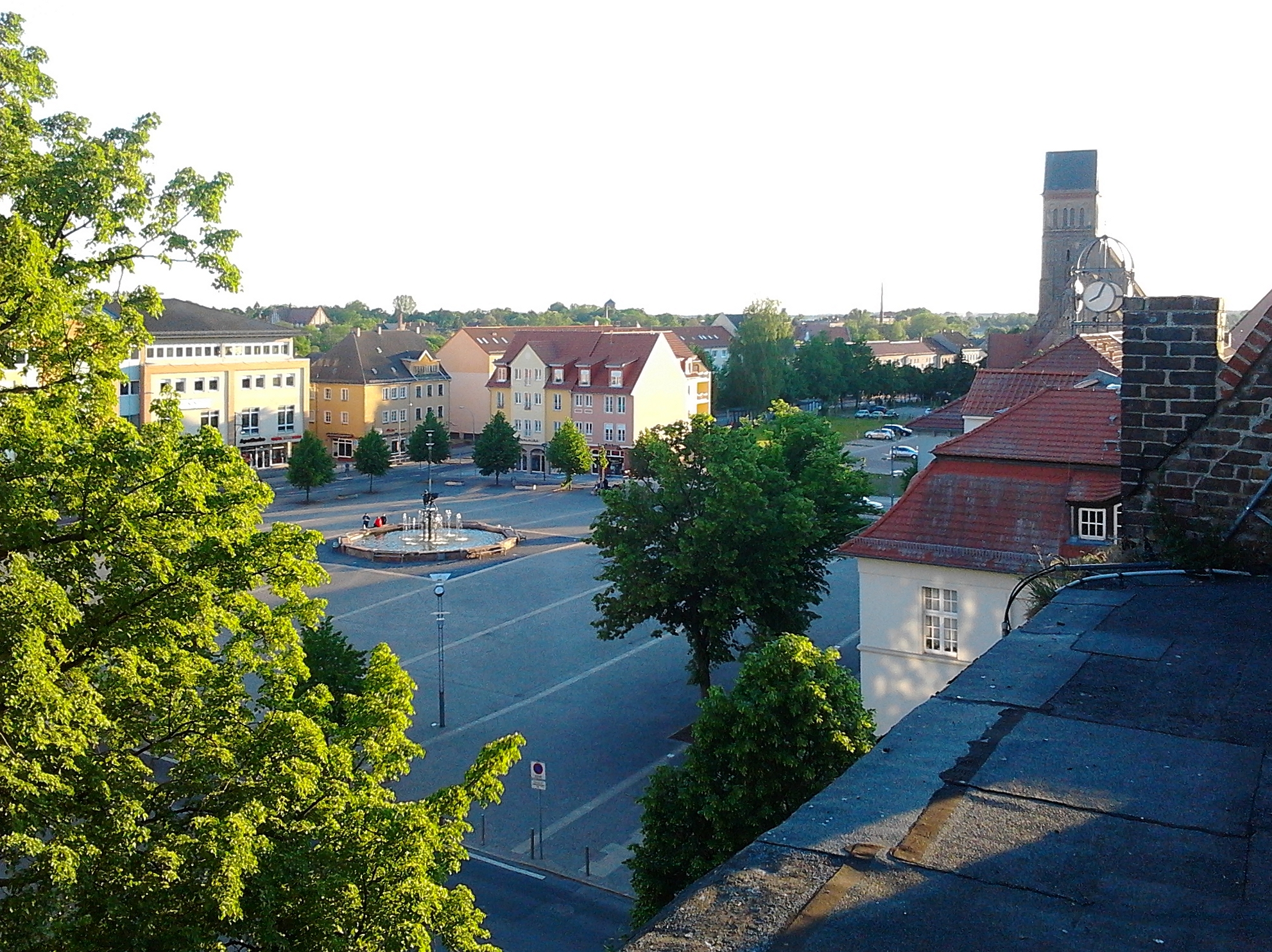
Markt 2012
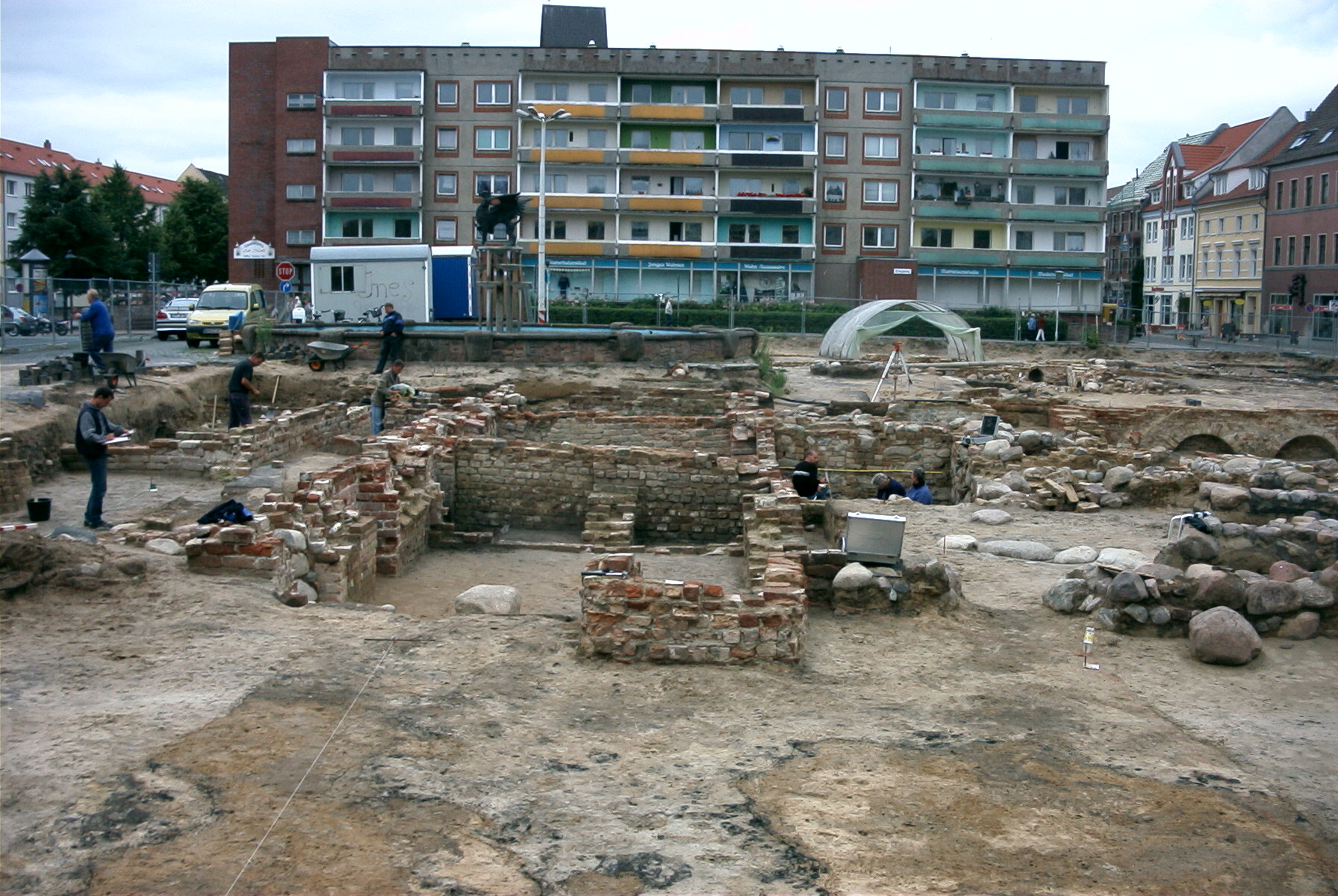
2003: Ausgrabungen beim alten Rathaus
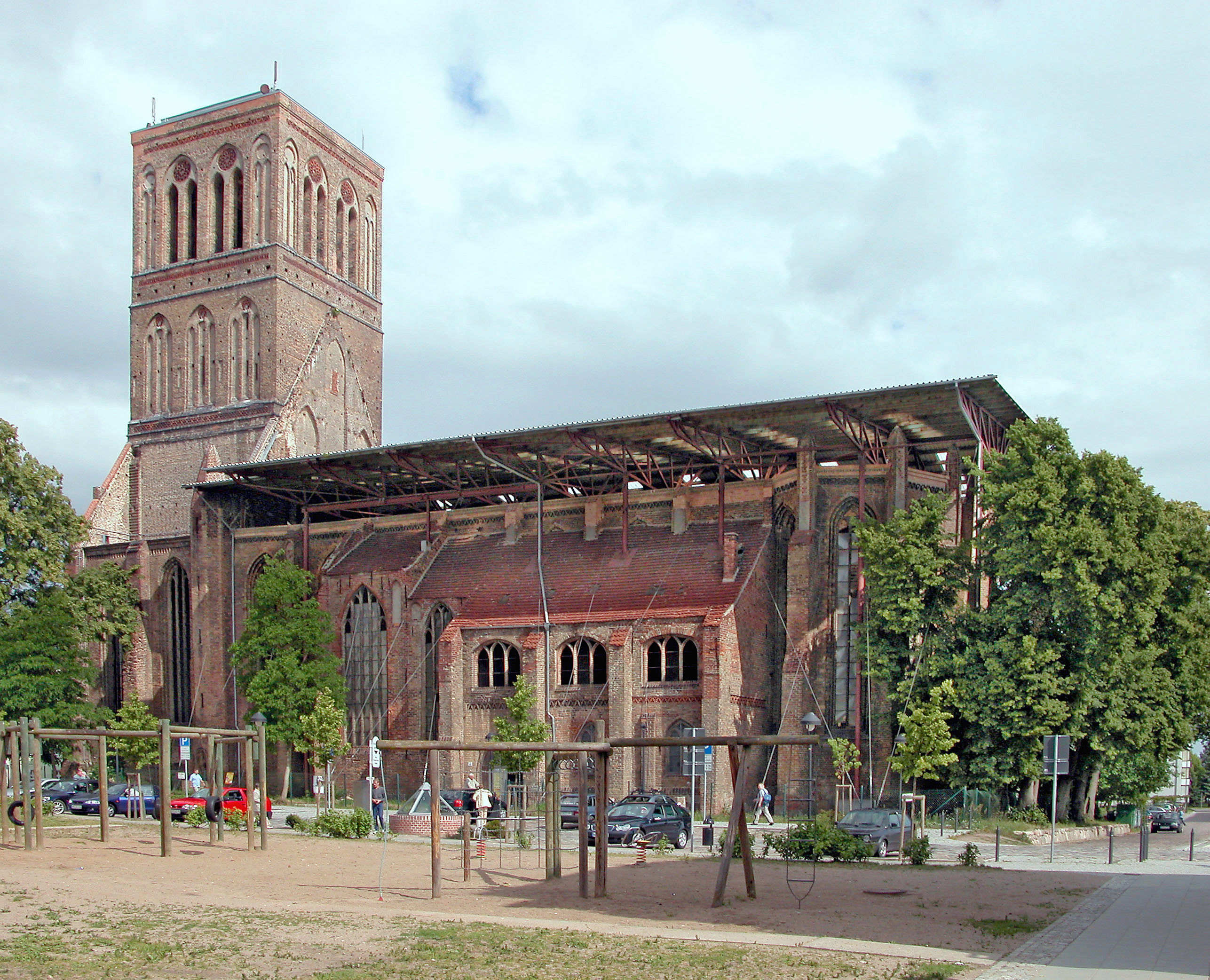
Nikolaikirche 2004
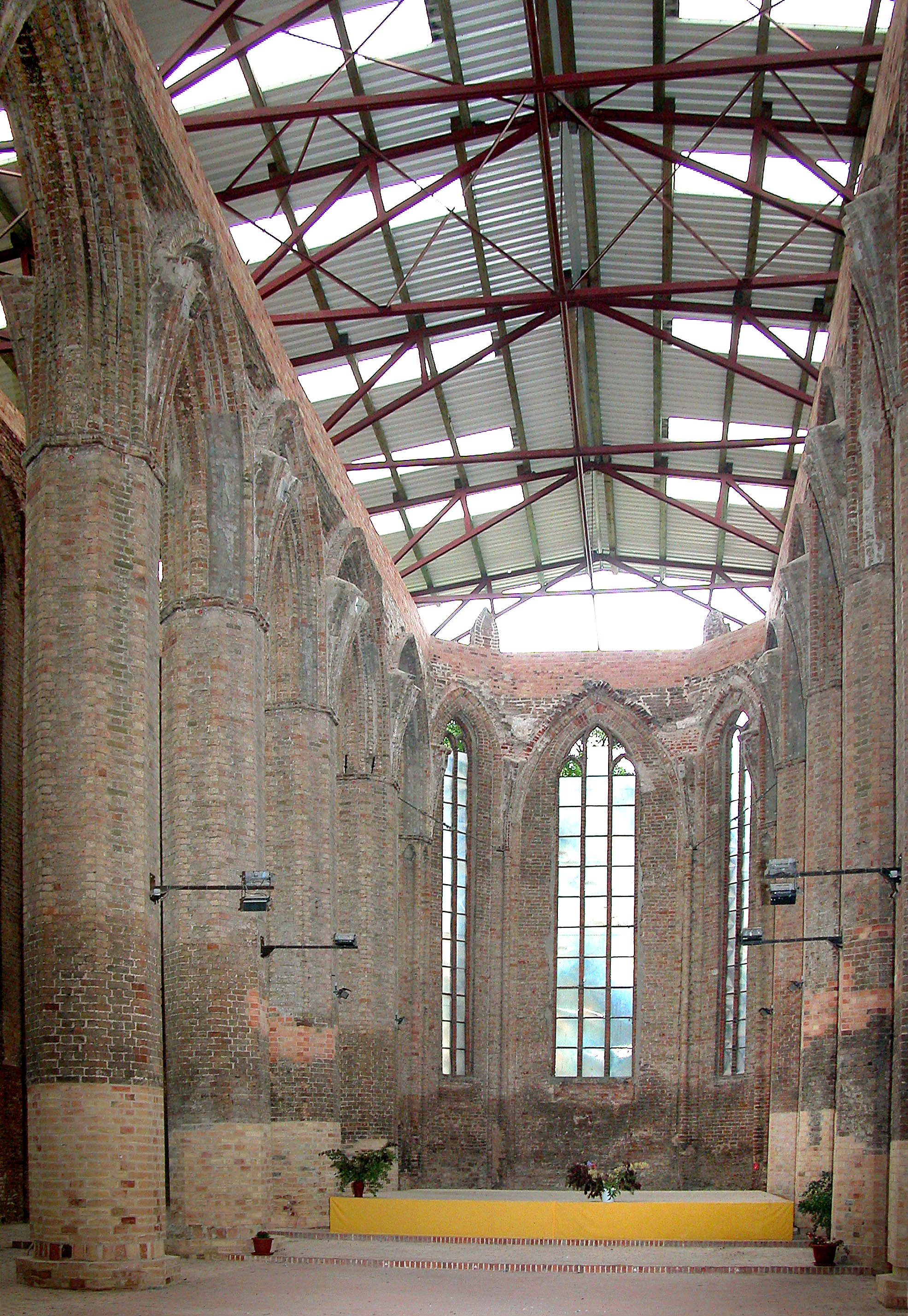
Nikolaikirche: innen mit neuem Dach

### Denkmale
- Marktbrunnen (auch Greifenbrunnen), Bronzeskulptur mit dem pommerschen Greif als Wappentier von Anklam; 1988 von Walther Preik
- Jahrhundertbänder, gepflasterte Verschriftlichung wichtiger Höhepunkte der Stadtgeschichte
- Stolpersteine in Anklam:
  - Markt 7, früher Markt 23 für Cläre Klara Silbermann (1896–1940) und Erich Silbermann (1887–1940), beide ermordet im Ghetto Belzec